# Родригес Ибарра, Хуан Карлос
Хуа́н Ка́рлос Родри́гес Иба́рра (исп. Juan Carlos Rodríguez Ibarra; род. 19 января 1948, Мерида) — испанский политик, член ИСРП. В течение 24 лет с 1983 по 2007 годы возглавлял законодательный орган автономного сообщества Эстремадуры — Ассамблею Эстремадуры.

## Биография
Хуан Карлос Родригес Ибарра получил философское образование в Севильском университете. В 1977 году был избран депутатом нижней палаты испанского парламента от провинции Бадахос и сохранял за собой мандат депутата до 1983 года, когда сложив депутатские полномочия, возглавил автономное сообщество Эстремадура. Родригес Ибарра также избирался депутатом Ассамблеи Бадахоса, генеральным секретарём регионального отделения ИСРП в Эстремадуре, исполнительным секретарём федеральной исполнительной комиссии ИСРП. В конце срока пребывания на посту президента Эстремадуры Родригес Ибарра подвергался критике за протекционизм.
Лауреат награды libre.org, вручаемой Free Knowledge Foundation.